# Pierre Émile Cornillier

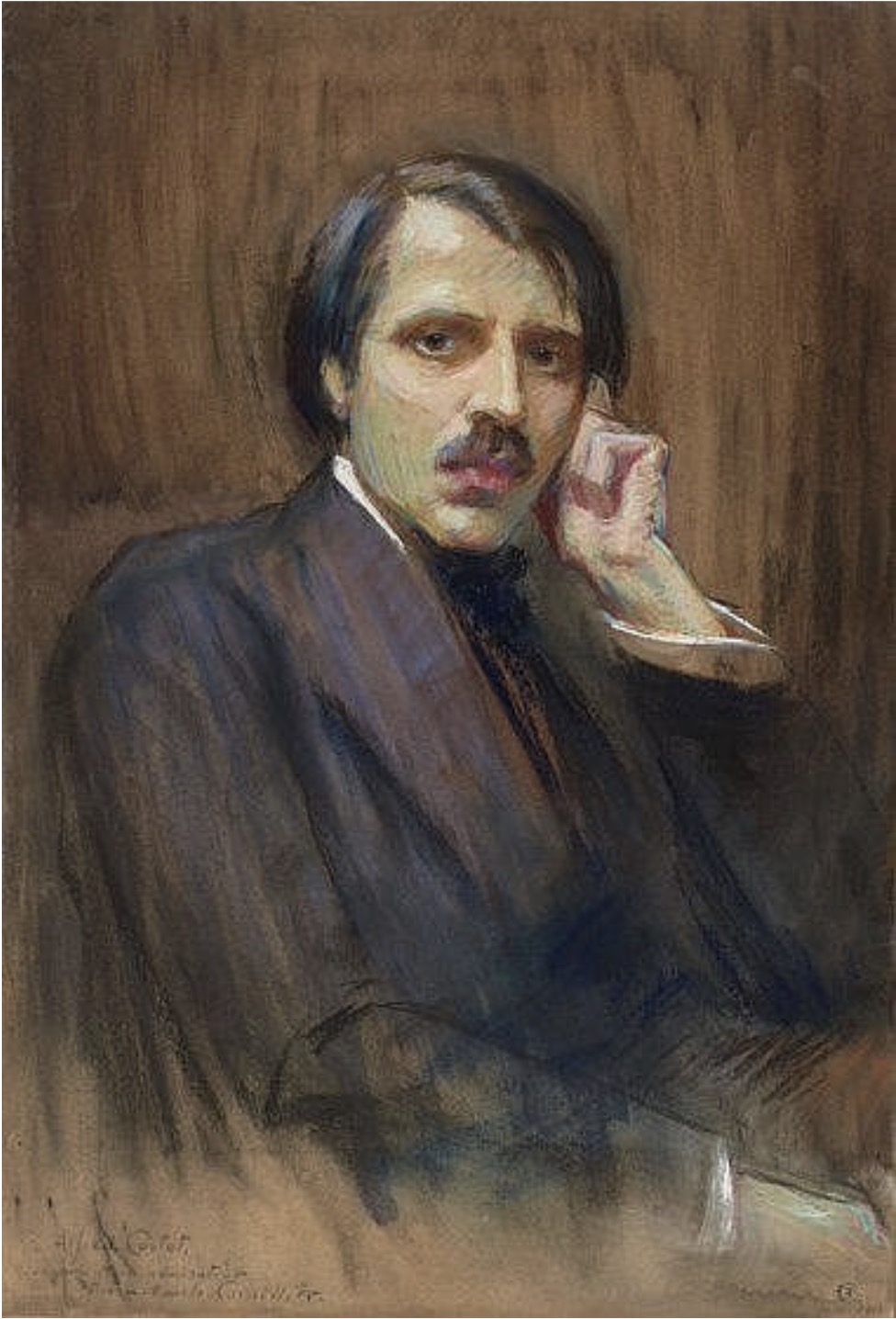
Pierre-Émile Cornillier: Porträt von Alfred Cortot (Juni 1911)

Pierre Émile Cornillier (* 21. Juni 1862 in Nantes, Frankreich; † 1948 in Rochefort-en-Terre) war ein französischer Maler, Lithograf und Essayist, der sich für Parapsychologie interessierte.

## Leben
Pierre Émile Cornillier wurde 1862 in Nantes geboren. Er studierte an der École des Beaux-Arts in Paris bei Luc-Olivier Merson und stellte erstmals im Jahr 1885 beim Pariser Salon aus. Später folgten Beiträge zur Société nationale des beaux-arts bis zum Beginn des Ersten Weltkriegs. Sein Atelier befand sich in der Rue Guénégaud in Paris. Im Jahr 1901 heiratete er in Paris Anna Lyon, deren Eltern Amerikaner waren. Neben seiner künstlerischen Tätigkeit widmete er sich intensiv psychischen Phänomenen und publizierte mehrere Werke zur Parapsychologie. Er starb im Jahr 1948 in Rochefort-en-Terre.

## Werk
Pierre Émile Cornillier war vor allem als Porträt- und Genremaler sowie als Illustrator tätig. Er arbeitete mit Pastell- und Rötelkreiden. Seine Themen reichten von eleganten Frauenbildnissen bis zu spirituellen und symbolistischen Motiven im Kontext der frühen Spiritualismus-Bewegung. Stilistisch bewegte er sich zwischen symbolistischem Naturalismus und Art-Nouveau-Einflüssen, wobei die Darstellung psychischer und übersinnlicher Phänomene eine zentrale Rolle spielte. Zudem war er als Essayist tätig und veröffentlichte mehrere Bücher zur Parapsychologie.

### Schriften
- Pierre Émile Cornillier: La Survivance de l’âme et son évolution après la mort, comptes rendus d’expériences. 1920
- Pierre Émile Cornillier: L’Hypothèse de la subconscience et la loi physiologique. 1922
- Pierre Émile Cornillier: La Prédiction de l’avenir. 1926
- Pierre Émile Cornillier: Contribution à l’étude du phénomène de Mantes. 1929